# 青木兼元
青木兼元（あおきかねもと）は、室町時代に作られたとされる日本刀（打刀）である。日本の重要美術品に認定されており、個人収蔵。真柄切や真柄切兼元とも呼称される。

## 概要
美濃国の刀匠・孫六兼元により鍛えられた日本刀であり、孫六の作刀の中でも最高傑作と評される一品である。
1570年（元亀元年）に朝倉氏・浅井氏と織田氏・徳川氏の間に近江国で起こった姉川の戦いは数的優位に立った織田氏・徳川氏側の勝利になったが、朝倉氏の家臣であった真柄直隆・真柄直澄兄弟、真柄隆基らの必死の抵抗が続いていた。刃渡5尺を超える大太刀を持ち、暴れ回る真柄兄弟を討ち取った青木一重が使用していた刀で、その名が知られるようになった。その後、青木一重が他界したのち、一重の遺言により、かつて一重が仕えていた丹羽長秀の長男である長重へと贈られる。近代まで児玉丹羽氏に伝来していた。1939年（昭和14年）9月6日、『官報』昭和第3802号の文部省告示第409号により、「刀銘　兼元
」の名称で、重要美術品に認定された。当時の所有者は丹羽長徳子爵。

## 作風

### 刀身
刃長70.6センチメートル、反り1.51センチメートル、元幅3.1センチメートル、先幅2.5センチメートルの刀で、指し表に「兼元」二字銘がある。刃文はいわゆる「関の孫六三本杉」と呼ばれる特徴を有している。